# Szelf kontynentalny

Formy ukształtowania dna oceanicznego.

Szelf kontynentalny (z ang. continental shelf, półka kontynentalna) – część kontynentu zalana wodami płytkiego morza – morza szelfowego. Szelf stanowi podwodne przedłużenie kontynentów i wyznacza granicę ich powierzchni, jak również przybliżoną granicę wpływu morza na kontynent.
Szelf sięga do głębokości około 200 m poniżej poziomu morza, gdzie gwałtownym załomem przechodzi w stok kontynentalny. Szerokość szelfu jest zmienna, od 15-20 km do nawet 1400 km.
Zewnętrzna granica szelfu kontynentalnego wyznacza granicę jurysdykcji państwowej. Według Konwencji o prawie morza, poza tą granicą, dno morskie stanowi wspólne dziedzictwo ludzkości.